# Saki (Schriftsteller)

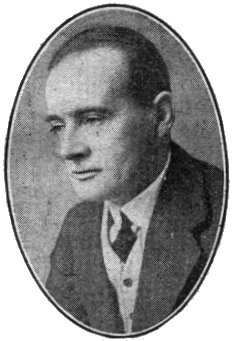
Saki (Hector Hugh Munro)

Saki, eigentlich Hector Hugh Munro (* 18. Dezember 1870 in Akjab, Birma; † 14. November 1916 in Beaumont-Hamel, Frankreich), war ein britischer Schriftsteller und Satiriker.
Sein Pseudonym Saki (‚Begleiter‘) entlehnte er einem Rubāʿī („Vierzeiler“) des Omar Chayyām. Saki ist darin ein Mundschenk, der ein umgedrehtes Glas auf das Grab des Dichters stellen soll.

## Leben
Hector Hugh Munro wurde in Birma (dem heutigen Myanmar) als jüngstes von drei Kindern geboren, als dieses Land als noch britische Kolonie (Britisch-Burma) war. Sein Vater, Charles Augustus Munro, entstammte dem schottischen Clan Munro und war Generalinspekteur der birmanischen Polizei. Munros schwangere Mutter, Mary Frances geb. Mercer, Tochter des Rear-Admiral Samuel Mercer aus Kent wurde Anfang 1872 in Dorset von einer wildgewordenen Kuh getötet. Seine Kindheit verbrachte H. H. Munro daher mit seinen Geschwistern Charlie und Ethel bei seiner Großmutter Lucy Munro (geborene Jones) und Tanten Charlotte und Augusta väterlicherseits in Broadgate Villa in der Nähe von Barnstaple in Devon. Nach Ethel hassten sich die Tanten gegenseitig. Charles wurde häufig körperlich gezüchtigt, Hector dagegen galt als kränklich. Die harschen Erziehungsmethoden seiner Tanten spiegeln sich in vielen seiner Geschichten wider, so etwa in Sredni Vashtar, in der ein einsamer Junge heimlich ein Frettchen hält und anbetet.
H. H. Munro besuchte die Pencarwick School in Exmouth und ab September 1885 die Bedford Grammar School, an der er sich nicht hervortat, während sein Bruder das elitäre Charterhouse School besuchte. Die Grausamkeiten, die Comus in Sakis Novelle The Unbearable Bassington an einem jüngeren Schüler verübt und so die Heiratspläne seiner Mutter ruiniert, dürften, wie andere ähnliche Beschreibungen von Züchtigungen, auf persönliche Erfahrungen zurückgehen. 1888 kehrte sein Vater nach Europa zurück. 1893 trat H. H. Munro mit 23 Jahren in die birmanischen Polizei ein. Bereits bei seiner Ankunft in Singu erkrankte Munro an Malaria. Da er keinen Umgang mit Einheimischen pflegte, die er nicht als wirkliche Menschen ansah, war er sehr isoliert. Er hielt einen kleinen Tiger, ein Huhn und verschiedene andere Vögel als Haustiere, worüber er seiner Schwester in Briefen berichtete. Den Tiger nahm er auch in sein Hotel in Mandalay mit. Nach drei Jahren nahm er wegen gesundheitlicher Beschwerden seinen Abschied und kehrte nach England zurück. Sein Vater brachte ihn zur Rekonvaleszenz nach Buckleigh bei Westward Ho!, wo die Familie in der Villa Hilcrest lebte.
Hector Munro war seit seiner Jugend ein überzeugter Tory. Er zog 1896 nach London und wurde Journalist für verschiedene Zeitungen wie die liberale Westminster Gazette (1896), den reaktionären und antisemitischen Daily Express, Bystander, die erzkonservative Morning Post und Outlook. Seine unterdrückte Homosexualität machte ihn zu einem gesellschaftlichen Außenseiter, zudem hatte er kein eigenes Vermögen und musste von seinen Einkommen als Journalist leben.
1900 veröffentlichte Munro sein erstes Buch, The Rise of the Russian Empire, eine historische Studie nach dem Vorbild von Edward Gibbons berühmtem Hauptwerk The History of the Decline and Fall of the Roman Empire. Er war mit dem Werk unzufrieden, es blieb sein einziges Sachbuch. 1902 folgte die Kurzgeschichtensammlung Not So Stories, eine Parodie von Kiplings „Just So Stories“ mit Illustrationen von Francis Carruthers Gould.
Von 1902 bis 1908 war Munro Auslandskorrespondent der erzkonservativen Morning Post auf dem Balkan, ab 1908 deckte er auch Russland, Polen und Paris ab. Er und seine Schwester Ethel gehörten zu den Zeugen des Petersburger Blutsonntags. In vielen seiner Geschichten aus dieser Zeit treten Reginald oder Clovis auf, elegante und verweichlichte Dandys, die mit sadistischem Vergnügen ihren konventionellen und dünkelhaften Verwandten blamable Streiche spielen (z. B. in „Die Unruhekur“). Nach seiner Korrespondentenzeit ließ er sich in einem Landhaus in Surrey nieder. Munro schrieb zwei Novellen, The Unbearable Bassington (1912) über den Tod eines mittellosen und unbegabten Dandys und When William Came (1914), in dem England von dem deutschen Kaiser Wilhelm II. erobert wird. Das Buch macht sich einerseits über die Verhaltensweisen der preußischen Besatzer lustig (die das Viktoria-Denkmal vor dem Buckingham-Palast in „Großmutter-Denkmal“ umbenennen) wie auch über die „vorhersehbaren“ Anbiederungsversuche weiter Teile der britischen Oberschicht an die Sieger. Ferner verfasste er drei Theaterstücke (Karl-Ludwig’s Window, The Death-Trap und The Watched Pot zusammen mit Cyril Maude).
Kurz nach Ausbruch des Ersten Weltkriegs meldete sich Munro, der mit 43 Jahren nicht mehr einberufen wurde, freiwillig. Die The Morning Post veröffentlichte einen Brief Monros vom 4. August 1914, in dem er sein Verlangen, für sein Land zu kämpfen, kundtat. Er schlug ein Offizierspatent aus und erreichte den Rang eines Lance Corporal. Zwischen April und Juni 1915 publizierte er unter seinem Pseudonym vier Kurzgeschichten in der „Fortnightly Gazette“ des 22. Bataillons der Royal Fusiliers. Bei einem nächtlichen Einsatz seiner Einheit während der Schlacht an der Somme wurde er bei Beaumont-Hamel in Frankreich von einem deutschen Scharfschützen erschossen. Seine – an einen Kameraden gerichteten – letzten Worte lauteten angeblich „Mach die verdammte Zigarette aus!“. Nach seinem Tod vernichtete seine Schwester Ethel einen Großteil seiner Dokumente. Sie verfasste einen Bericht über ihre gemeinsame Kindheit.
Viele seiner Werke wurden erst postum veröffentlicht. Um die deutschsprachige Veröffentlichung von Sakis Geschichten machte sich ab den 1960er Jahren der Zürcher Diogenes Verlag, später auch der Haffmans Verlag verdient. Sakis Werke sind heute gemeinfrei und zum Teil im Internet zu finden.

## Rezeption
Saki war ein Meister der Kurzgeschichte und wird oft mit O. Henry und Dorothy Parker verglichen. Mit seinen geistreich überzeichneten, oft auch makabren und grausamen Geschichten karikierte er die edwardianische „bessere“ Gesellschaft Englands der Zwischenkriegsjahre.
Mary Hottinger charakterisierte Munro als den „Mann, der nie sein Herz aufschloß“. Thomas Bodmer verglich Sakis Stil mit dem Oscar Wildes, in dessen Schatten er zeitlebens stand. Bodmer bezeichnete die Grausamkeit in Sakis Werken als Konsequenz eines verletzten Gerechtigkeitsgefühls. Er unterscheide sich damit vom Zynismus eines Ambrose Bierce.

## Werke (engl. Ausgaben)
- The Rise of the Russian Empire. Grant Richards, London 1900.
- Not So Stories. 1902.
- The Westminster Alice. 1902 (mit F. Carruthers Gould).
- Reginald. 1904 englischer Text.
- Reginald in Russia. 1910 englischer Text.
- The Chronicles of Clovis. 1911 englischer Text, dt. Die Clovis-Chroniken. Haffmans, ISBN 3-251-20074-7
- Mrs. Elmsley. Constable, London 1911.
- The Unbearable Bassington. 1912 englischer Text, dt. Der unsägliche Bassington. Insel, ISBN 3-458-14317-3.
- Beasts and Super-Beasts. 1914 englischer Text
  - darin u. a. The Open Window.
- The East Wing. 1914 (Erzählung, in Lucas's Annual) englischer Text.
- When William Came. 1914 (Roman) dt. Als Wilhelm kam. Heyne, ISBN 3-453-05418-0.
- The Toys of Peace. 1923 englischer Text.
- The Square Egg and Other Sketches. 1924.
- The Watched Pot. 1924 (Schauspiel, mit Cyril Maude).
- The Works of Saki. 1926–1927 (8 Bände).
- Collected Stories. 1930.
- Novels and Plays. 1933.
- The Miracle-Merchant. 1934 (In: One-Act Plays for Stage and Study 8).
- The Best of Saki. 1950 (Hrsg. G. Greene).
- The Bodley Head Saki. 1963.
- Saki. 1981 (Hrsg. A. J. Langguth, mit sechs unveröffentlichten Kurzgeschichten).
- The Complete Saki. 1976.
- Short Stories. 1976 (Hrsg. John Letts).
- The Secret Sin of Septimus Brope, and other Stories. 1995.
- Sämtliche Erzählungen. 1998, übersetzt von Werner Schmitz und Claus Sprick, Haffmans Verlag ISBN 3-251-20279-0.